# I Quattro dell'apocalisse
 I Quattro dell'apocalisse és un western de terror italià dirigit per Lucio Fulci el 1975.

## Argument
Quatre petits delinqüents són empresonats per un xèrif durant una nit de massacre, després són expulsats de la ciutat per esdevenir la presa d'un assassí sàdic, Chaco...

## Comentaris
No hi manca res, gore i violència. La pel·lícula mai no ha estat editada en anglès ni en francès en la seva versió integral. Una escena d'esquarterament d'un xèrif ferit, una escena de violació, canibalisme. A finals dels anys 1970, aquesta pel·lícula era molt agosarada. Tanmateix, Fulci és fidel al seu estil: primers plans sobre les cares, en particular els ulls; o inclús la mort de la jove descrita per l'únic moviment de la seva mà.

## Repartiment
- Fabio Testi: Stubby Preston
- Lynne Frederick: Emanuelle 'Bunny' O'Neill
- Michael J. Pollard: Clem
- Harry Baird: Bud
- Adolfo Lastretti: Reverend Sullivan
- Bruno Corazzari: Lemmy
- Giorgio Trestini: Saul
- Donald O'Brien: xerif de Salt Flat
- Tomas Milian: Chaco